# エヴェルソン・フェリピ・マルケス・ピレス
エヴェルソン（Everson）ことエヴェルソン・フェリピ・マルケス・ピレス（ポルトガル語: Everson Felipe Marques Pires、1990年7月22日 - ）は、ブラジルのサッカー選手。ポジションはGK。

## クラブ歴
サンパウロ州ピンダモニャンガバに生まれ、地元のAAフェロヴィアーリアでサッカーを始めた。2003年、13歳の時にサンパウロFCの下部組織に移籍した。2010年にカンピオナート・ブラジレイロ・セリエBのグアラチンゲタ・フチボウに期限付き移籍し選手初出場を記録、その後サンパウロとの契約切れのタイミングで完全移籍した。しかし、ジャイウソン、サウロに次ぐ第3ゴールキーパーの立ち位置であったために出番は少なかった。
2014年1月2日にカンピオナート・ブラジレイロ・セリエDのリヴェルACに完全移籍。正ゴールキーパーとして活躍した。
同年6月12日に同リーグ所属のADコンフィアンサに移籍、カンピオナート・ブラジレイロ・セリエC昇格に貢献した。カンピオナート・セルジパーノではペナルティキックを決めて、ゴールキーパーながら得点を記録した。
2015年8月5日に3年契約でカンピオナート・ブラジレイロ・セリエBのセアラーSCに移籍。2017年には正ゴールキーパーとしてカンピオナート・ブラジレイロ・セリエA昇格に貢献した。全国1部初出場となったのは2018年4月15日の試合であった。同年9月6日の試合ではフリーキックを決めて自身2得点目を記録している。2018年末日に2021年まで契約を延長した。
しかし2019年1月24日に4年契約でサントスFCに移籍、契約更新直後というのもあり移籍金は推定400万レアルとなった。2月9日に移籍後初出場を記録した。6月2日に移籍後初のカンピオナート・ブラジレイロ・セリエA出場となったが、この時の相手は前所属のセアラーであった。その後は正ゴールキーパーの座を譲らず、結局は長年サントスの守護神を務めたヴァンデルレイをグレミオFBPAに移籍させた。2020年7月19日にクラブの給与未払いに対し退団を求めて提訴したが2日後に棄却された。退団が認められなかった彼はクラブに戻ったが、扱いは第4ゴールキーパーに追いやられており、法的手段に出た事を後悔したと自ら述べた。
同年9月10日にアトレチコ・ミネイロが600万レアルの移籍金を支払い、2年契約で完全移籍。すぐにハファエウから正ゴールキーパーの座を奪った。この年にクリーンシートを9回記録しクラブの3位に貢献、翌年も守護神としてカンピオナート・ミネイロを制覇、コパ・リベルタドーレス2021でもグループステージを首位で突破しボカ・ジュニアーズとのPK戦では2本止める活躍を見せた。この年、ボーラ・ジ・プラッタを受賞した。

## 代表歴
2021年8月27日、2022 FIFAワールドカップ・南米予選のメンバーに選出されたが出場機会は無かった。